# Карпенья
Карпенья (итал. Carpegna) — коммуна в Италии, располагается в регионе Марке, в провинции Пезаро-э-Урбино.
Население составляет 1683 человека (2008 г.), плотность населения составляет 59 чел./км². Занимает площадь 28 км². Почтовый индекс — 61021. Телефонный код — 0722.
Покровителем населённого пункта считается святой Sant’Antonio di Padova.

## Демография
Динамика населения:

## Администрация коммуны
- Официальный сайт: http://www.comune.carpegna.pu.it/